# Novos Baianos
Novos Baianos est un groupe de rock brésilien et de MPB (Música popular brasileira) originaire de Salvador de Bahia. Il a été fondé dans les années 1960 et rencontre le succès pendant la plus grande partie des années 1970. Les membres du groupe se nomment Paulinho Boca de Cantor (voix), Pepeu Gomes (guitare électrique), Moraes Moreira (voix et guitare acoustique), Baby Consuelo (voix et percussions) et Luiz Galvão (paroles). Le groupe a toujours bénéficié de la collaboration des membres d'un autre groupe A Cor do Som, composé de Pepeu Gomes (guitare), Dadi (basse), Jorginho (cavaquinho, percussions), Baixinho (batterie et percussions) et Bolacha (percussions). Novos Baianos est considéré comme un des groupes les plus importants et les plus révolutionnaires de la musique brésilienne.

## Histoire

Novos Baianos, 1972.

Novos Baianos voit le jour dans les années 1960, bien qu'il apparaisse en public pour la première fois en 1968 dans l’émission Desembarque dos bichos depois do dilúvio, diffusée à Salvador de Bahia, au Brésil. À l’époque, le groupe se compose de Moreira, Boca de Cantor, Consuelo et Galvão.
En 1969, le groupe participe au 5ème Festival de Musique populaire brésilienne (ou MPB, Música popular brasileira), interprétant la chanson 'De vera'. L'origine du nom du groupe a été évoquée lors d'une représentation sur la chaîne de télévision Rede Record. Alors que le groupe n'a toujours pas de nom, le producteur du festival, Marcos Antônio Riso, crie (en portugais) « Amenez ces nouveaux Bahianais! », en faisant référence au lieu d'origine du groupe (« Novos Baianos » signifie en portugais « Nouveaux Bahianais », habitants de Salvador de Bahia). Cette chanson fait partie du premier album du groupe É ferro na boneca qui fut enregistré un an plus tard. Au départ, leur son était une fusion de rock psychédélique et de folk traditionnel brésilien.
À l’origine, lors de leurs concerts, le groupe joue uniquement avec Pepeu Gomes et Jorginho. Cependant, peu à peu, Gomes acquiert un rôle de plus en plus important: après son mariage avec Consuelo, il devient membre à part entière du groupe et arrangeur des chansons avec Moreira.
Leur musique est ensuite influencée par la Musique populaire brésilienne, notamment en raison de la présence de João Gilberto, qui rendait fréquemment visite au groupe. Leur deuxième album, Acabou Chorare, contient les classiques Brasil Pandeiro, Preta Pretinha, Mistério do Planeta et Besta é tu. Il est enregistré sur le label Som Livre en 1972 et, quelques années plus tard, est considéré comme le meilleur album de musique brésilienne de tous les temps par le magazine Rolling Stone. C'est aussi vers cette période que le groupe fusionne avec les membres du groupe A Cor do Som.
En 1972, après avoir enregistré Acabou Chorare, Novos Baianos vit en communauté à Vargem Grande à Rio de Janeiro, dans un garage où ils résident, jouent et composent leur musique mais passent également beaucoup de temps à jouer au football. Ce mode de vie est à l'origine du nom de leur troisième album, Novos Baianos FC , enregistré sur le label Continental en 1973. Le groupe dégage une forte image hippie à cette époque.
Le groupe sort plusieurs disques jusqu'à leur séparation en 1978. En 1974, ils enregistrent le premier album sans Moreira, qui se lance dans une carrière solo. Comme Moreira avait composé des chansons avec Galvão et arrangé des chansons avec Gomes sur les premiers albums du groupe, ce fut une grande perte pour Novos Baianos. Les membres poursuivent l'aventure en accueillant le musicien Gato Félix au sein du groupe.
En 1976, Dadi quitte Novos Baianos pour fonder un nouveau groupe, A Cor do Som. Novos Baianos accueille alors Didi, frère de Pepeu Gomes, en guise de remplacement de Dadi. Cependant, le groupe se dissout quelques années plus tard en raison du choix des membres de poursuivre chacun de son côté une carrière solo. Malgré la fin du groupe, les membres de Novos Baianos se sont réunis à plusieurs reprises pour célébrer des événements spéciaux.
En 1997, le compositeur du groupe, Luiz Galvão, publie le livre « Anos 70: Novos Baianos » pour Editora 34. Dans ce livre, il raconte l'histoire du groupe et son importance dans l'histoire de la musique brésilienne. Après la publication du livre par Galvão, le groupe s'est réuni pour enregistrer un nouvel album, baptisé Infinito Circular, enregistré en direct au Metropolitan Rio de Janeiro. En 2007, Moreira publie également un livre sur le groupe. Il écrit son livre sous le mode de l'auto-édition (littérature de cordel), qu'il nomme A História dos Novos Baianos e Outros Versos.
En 2009, le groupe se réunit sans Moreira pour célébrer les 40 ans de Novos Baianos et leur rôle révolutionnaire dans la musique brésilienne. Ils prévoient à cette occasion l’enregistrement d'un album avec une chanson inédite.

## Discographie
- 1970: É Ferro na Boneca (RGE)
- 1972: Acabou Chorare (Som Livre)
- 1973: Novos Baianos FC (continental)
- 1974: Novos Baianos (continental)
- 1974: Vamos pro Mundo (Som Livre)
- 1976: Caia na Estrada e Perigas Ver (Tapecar)
- 1977: Praga de Baiano (Tapecar)
- 1978: Farol da Barra (CBS)
- 1997: Infinito Circular (Globo / Polydor)